# Канектанкур
Канектанкур (фр. Cannectancourt) насеље је и општина у североисточној Француској у региону Пикардија, у департману Оаза која припада префектури Компјењ.
По подацима из 2011. године у општини је живело 535 становника, а густина насељености је износила 70,67 становника/km². Општина се простире на површини од 7,57 km². Налази се на средњој надморској висини од 80 метара (максималној 182 m, а минималној 46 m).

## Демографија
| 1962. | 1968. | 1975. | 1982. | 1990. | 1999. | 2011. |
| ----- | ----- | ----- | ----- | ----- | ----- | ----- |
| 236   | 244   | 234   | 335   | 407   | 499   | 535   |

График промене броја становника у току последњих година